# Etskant

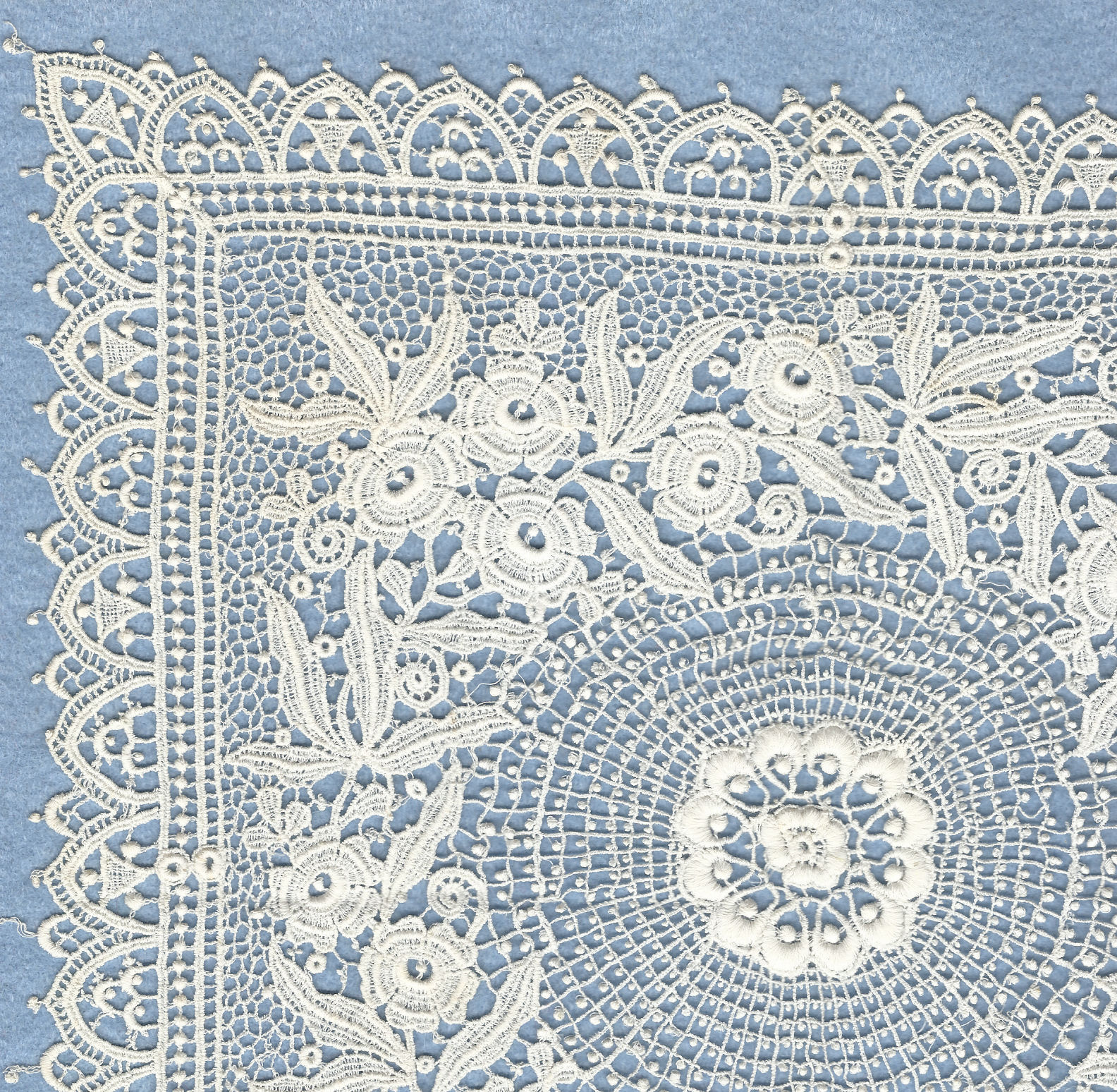
Etskant

Etskant is een soort kant, die wordt verkregen door machinaal met een katoenen draad een bepaald patroon op een weefsel van wol of afvalzijde te borduren. Na het borduren wordt het geheel in loog gebracht, waarin wol en zijde oplossen en de katoen niet wordt aangetast, zodat het geborduurde patroon als kantwerk overblijft.